# Јагош и Угљеша
Јагош и Угљеша је југословенски телевизијски филм из 1976. године. Режирао га је Бахрудин Ченгић, а сценарио је писао Радомир Суботић.

## Улоге
| Глумац              | Улога                |
| ------------------- | -------------------- |
| Заим Музаферија     | Јагош                |
| Слободан Перовић    | Судија               |
| Ризо Шурла          | Угљеша               |
| Стефка Дролц        | Стана                |
| Драгомир Фелба      | Глигор               |
| Вања Драх           | Немац                |
| Здравко Биоградлија | Управник             |
| Фарук Задић         | Службеник            |
| Давор Стамбук       | Представник амбасаде |